# ميكس (عالمي)
ميكس (بالإنجليزية: Myx)‏ هي قناة تلفزيونية أمريكية مدفوعة مقرها في دالي سيتي، كاليفورنيا ولها مكتب أيضًا في ريدوود سيتي، كاليفورنيا وتستهدف جمهورًا متعدد الثقافات.

## وصلات خارجية
- ميكس (بالإنجليزية)